# День памяті Ататюрка, молоді та спорту
День пам'яті Ататюрка, молоді та спорту ( тур. Atatürk'ü Anma, Gençlik ve Spor Bayramı - офіційне свято в Туреччині і в частково визнаній Турецькій Республіці Північного Кіпру, що відзначається 19 травня . Засновано в пам'ять про виступ Мустафи Кемаля Ататюрка перед турецькою молоддю у місті Самсун 19 травня 1919 року, в якому він оголосив мобілізацію проти окупаційних військ. Цей день розглядається в офіційній історіографії як початок турецької війни за незалежність  . Популярність отримала фраза Ататюрка «Я народився 19 травня».
Свято вперше відзначався 24 травня 1935 роки як «День Ататюрка» . В цей день в Стамбулі команди Галатасарай та Фенербахче спільно з іншими спортсменами влаштували день спорту  . На спортивному конгресі, який проходив через кілька місяців, було запропоновано перейменувати «День Ататюрка» в свято «19 травня - Свято молоді і спорту»  . Конгрес цю пропозицію підтримав. 20 червня 1938 був прийнятий закон про свято «День молоді та спорту», після чого свято стало відзначатися щорічно 19 травня. Після державного перевороту 12 вересня 1980 року свято отримало нову офіційну назву «День пам'яті Ататюрка, молоді та спорту».
19 травня по всій Туреччині традиційно проходять спортивні заходи та урочистості. Вулиці міст прикрашаються національними прапорами і портретами Ататюрка  . Одним з центрів урочистостей стає місто Самсун. Губернатору Самсуна вручається величезний «Прапор любові» з написом «Від молоді з любов'ю до Ататюрка», а він в свою чергу передає прапор молодим спортсменам. Вони доставляють прапор зі Самсуна в Анкару через Стамбул, Стамбул, Сівас, Ерзінджан, Ерзурум, Кайсері, Стамбул, Киршехір, Кириккалє і передають його президенту Туреччини  .